# C 723 (spoorrijtuig)

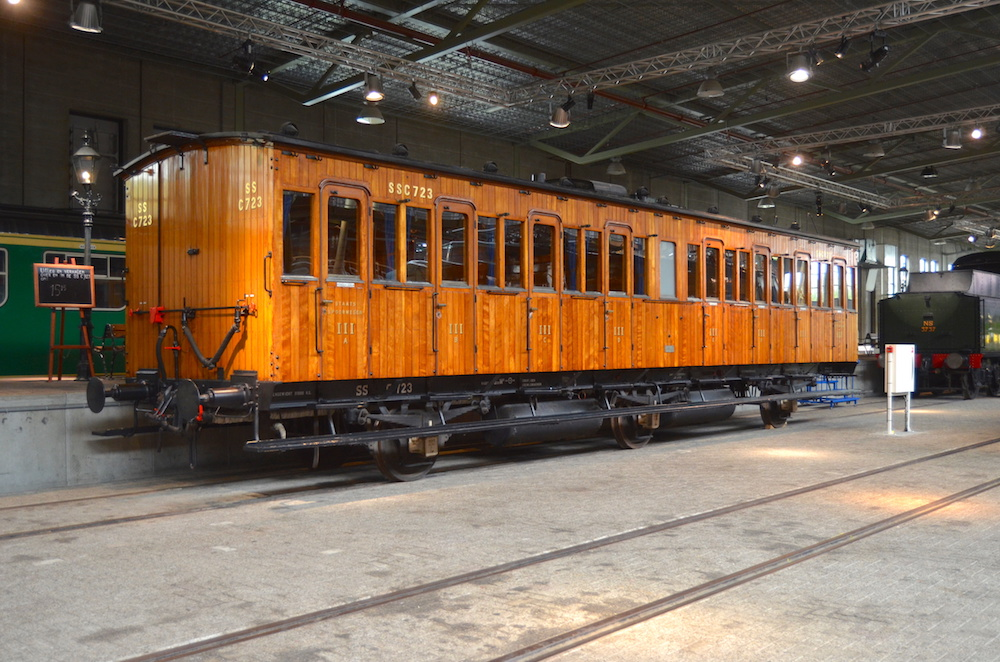
Rijtuig SS C 723 in het Spoorwegmuseum in Utrecht

Rijtuig C 723 werd gebouwd in 1910 voor de Nederlandse Staatsspoorwegen door de Nederlandse Fabriek van Werktuigen en Spoorwegmaterieel Werkspoor te Amsterdam. Het drieassige rijtuig heeft naast de acht coupés derde klasse als nieuwigheid van 1910 een toiletafdeling (retirade). Het rijtuig behoorde tot de serie SS C8c 651-760, die tussen 1901 en 1913 werd gebouwd door Dyle & Bacalan, Beijnes en Werkspoor.
In 1921 werd de serie in de NS-nummering opgenomen als C 4551-4660. Het rijtuig C8c 723 kreeg het NS-nummer C 4623. De eerste rijtuigen van de serie werden vóór de Tweede Wereldoorlog buiten dienst gesteld. De laatsten hielden het tot de jaren 1950 uit. Het rijtuig C 4623 werd na de Tweede Wereldoorlog als rijtuig buiten dienst gesteld en heeft nadien nog als hulpbagagewagen in goederentreinen dienstgedaan. In 1973 werd dit rijtuig na een grondige restauratie teruggebracht in de staat van C 723 en toegevoegd aan de collectie van het Nederlands Spoorwegmuseum te Utrecht.